# ロジェ・シャルチエ

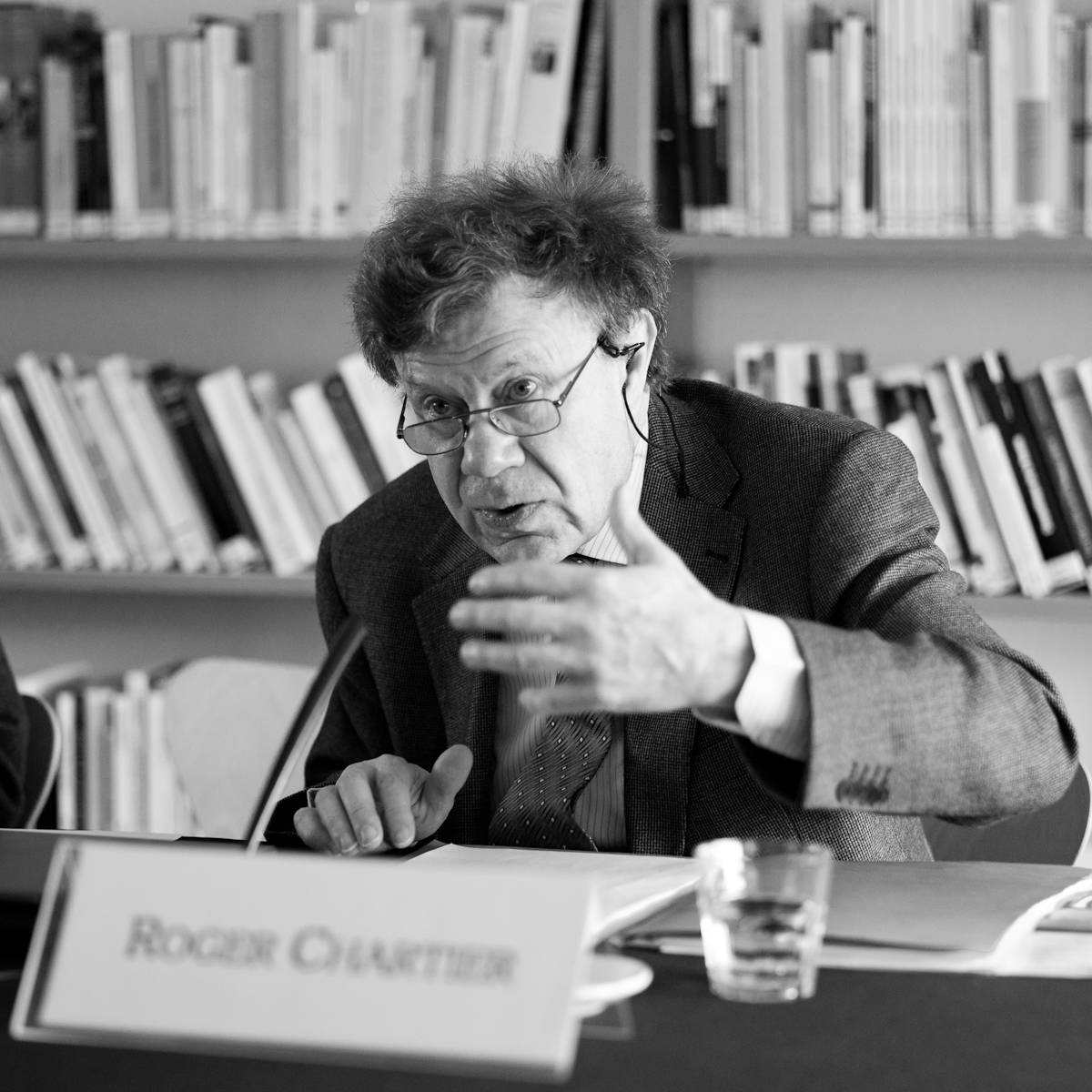

ロジェ・シャルチエ（Roger Chartier、1945年12月9日 - ）は、フランスの歴史家。読書の歴史、読者の歴史、メディア史を専門分野とする。フランス歴史学アナール学派の第四世代に属する。特に「アプロプリアシオン」概念の提唱で著名。また歴史学の方法論的・認識論的な問題にも関心を持つ。社会学、人類学、哲学に造詣が深いことで知られる。2006年からコレージュ・ド・フランス教授。

## 略歴
フランスのリヨン生まれ。リヨンの高等師範学校に進学。同時にパリのソルボンヌ大学でも学び、アルフォンス・デュプロンの指導を受ける。1969年アグレガシオン取得。ルイ＝ル＝グラン高校の教員を経て、パリ第一大学助手。1978年社会科学高等研究院助教授、83年教授。2006年にコレージュ・ド・フランスの教授に選出、講座「Écrit et cultures dans l'Europe moderne」を担当。
2001年からアメリカのペンシルヴェニア大学客員教授。2010年の来日時は国立国会図書館で「本と読書、その歴史と未来」と題する講演を行った。
アナール学派の社会史の伝統を引き継ぎつつもブローデルらの統計データ偏重の手法とは一線を画する。たとえば近世における識字率データは貴族階級にも民衆階級にも存在した読み聞かせ、共同読書といった現実的慣習（プラティーク）を視野に入れなければ当時の文化と社会の実態分析にはならないと批判した。

## 主な著作
- Histoire de l'édition française (direction avec Henri-Jean Martin), 4 volumes (1983–1986), 2e édition, Fayard et Cercle de la librairie, 1989–1991.
- Au bord de la falaise. L’histoire entre certitudes et inquiétude, Albin Michel, Paris, 1998.
- Cardenio entre Cervantes et Shakespeare. Histoire d'une pièce perdue, Gallimard, coll. « NRF - Essais », 2011.

### 日本語訳
- 『読書の文化史 ― テクスト・書物・読解』（福井憲彦訳、新曜社、1992年）
- 『書物から読書へ』（編著、水林章；泉利明；露崎俊和共訳、みすず書房、1992年）
- 『読書と読者 ― アンシャン・レジーム期フランスにおける』（長谷川輝夫；宮下志朗訳、みすず書房、1994年）
- 『フランス革命の文化的起源』（松浦義弘訳、岩波書店、1994年。のち、岩波モダンクラシックス、1999年)
- 『『女の歴史』への誘い』（デュビィ；ペロー編著、藤原書店編集部編、藤原書店、1994年）
- 『「女の歴史」を批判する』（デュビィ；ペロー編著、藤原書店、1996年）
- 『書物の秩序』(長谷川輝夫訳、ちくま学芸文庫、1996年)
- 『読むことの歴史: ヨーロッパ読書史』（G・カヴァッロ（英語版）と共編著、田村毅ほか訳、大修館書店、2000年）
- 「出版と読書」、『印刷博物誌』（凸版印刷株式会社印刷博物誌編纂委員会編、凸版印刷、2001年）
- 「テクスト・印刷物・読書」『文化の新しい歴史学』（リン・ハント編、筒井清忠訳、岩波書店、2015年）
- （ブルデューと共著）『知の総合をめざして  歴史学者シャルチエとの対話』（藤原書店、加藤晴久；倉方健作編訳、2018年）